# Железная дорога Коувола — Йоэнсуу
Карельская железная дорога — часть сети железных дорог Финляндии от города Коувола (Кюменлааксо) через Лаппеэнранту и Париккалу (Южная Карелия) до Йоэнсуу, столицы региона Северная Карелия. Отрезок пути от Коуволы до Луумяки является также частью дороги Рийхимяки-Санкт-Петербург. Железная дорога длиной 325,8 км полностью электрифицирована, на отрезке Коувола—Луумяки дорога двухпутная, дальше до Йоэнсуу — однопутная. По железной дороге курсируют поезда «Пендолино» и «Интерсити».

## История
Строительство Старой карельской железной дороги от Выборга до Йоэнсуу через Сортавалу было начато еще в 1890-м году, дорога успешно функционировала несколько десятилетий, однако по итогам Зимней войны значительная часть пути была передана Финляндией СССР. За Финляндией остался только отрезок от станции Нийрала до Йоэнсуу. Сеть железных дорог Финляндии, однако, включала в себя часть построенной еще в XIX веке железной дороги Рийхимяки-Санкт-Петербург, от которой в 1880-е годы было протянуто ответвление до Лаппеэнранты. Эта ветка была удлинена до Иматры (1934) и через Симпеле до Элисенваары (1937). По итогам мирного договора 1940 года Элисенваара отошла СССР, поэтому от Симпеле в 1947 году была протянута новая ветка до Париккалы.